# Muerte de Tina Fontaine
Tina Michelle Fontaine (1 de enero de 1999 - 10 de agosto de 2014) fue una adolescente de las Naciones Originarias de Canadá que fue reportada como desaparecida y muerta en agosto de 2014. Su caso se considera uno del gran número de mujeres indígenas desaparecidas y asesinadas de Canadá, y su muerte renovó los llamados de los activistas para que el gobierno lleve a cabo una investigación nacional sobre el tema.
En diciembre de 2015, un sospechoso fue acusado de asesinato en segundo grado en su caso. Sin embargo, no se presentó ninguna evidencia forense ni testigos presenciales que pudieran vincularlo directamente con su muerte y nunca se estableció la causa de su muerte. Fue absuelto por un jurado en febrero de 2018. El caso de Tina Fontaine ayudó a que el gobierno canadiense se comprometiera a crear una investigación nacional independiente sobre la cuestión de los asesinatos y la violencia contra las mujeres indígenas, que se inició en 2017.
Fontaine fue enterrada en la Nación Originaria de Sagkeeng, junto a su padre.

## Antecedentes
El abuelo paterno de Fontaine sobrevivió a una escuela residencial y sus experiencias de niño lo llevaron a años de alcoholismo severo y violencia. A la edad de 12 años, su padre, Eugene Fontaine, abandonó su casa en la Nación Originaria de Sagkeeng para trasladarse a Winnipeg, donde se las arregló en las calles. En Winnipeg, desarrolló una adicción al alcohol.
La madre de Fontaine, Valentina (Tina) Duck, fue criada en la Nación Originaria de Bloodvein, a 250 km de Winnipeg. Desde los seis años, Duck fue separada de su madre y devuelta a ella varias veces por los Servicios para Niños y Familias de Manitoba. Duck experimentó una serie de traumas importantes cuando era niña, que, según dijo la Defensoría de los Niños y la Juventud de Manitoba en un informe de 2019, "no se atendieron adecuadamente". A la edad de 10 años, Duck fue separada de su familia de forma permanente. Después de eso, fue reubicada en varias ocasiones, comenzó a ser explotada sexualmente por adultos y empezó a consumir alcohol y drogas. La defensoría de los Niños y Jóvenes de Manitoba dice que se hizo poco para intervenir y protegerla.
Cuando los padres de Fontaine se conocieron, su madre era una niña de 12 años y su padre tenía 23. Los registros de Servicios para Niños y Familias muestran que sabían que su relación era sexual y sabían que el padre de Fontaine tenía un pasado que involucraba violencia y adicciones. En los archivos se señala que su madre frecuentemente huía de sus lugares de acogida para quedarse con el padre de Fontaine. En 1994, Duck le describió a su asistente social que se sentía "deprimida", "suicida", "aislada, sola y no amada".
En la primavera de 1996, a la edad de 14 años, Duck dio a luz a su primer hijo, que los Servicios para Niños y Familias le arrebataron inmediata y permanentemente.

## Primeros años de vida
Tina Fontaine nació el 1 de enero de 1999 en Winnipeg, Manitoba. Ella era la segunda hija de su madre; en junio de 2000, su madre dio a luz por tercera ocasión.
Cuando tenía un año, los Servicios para Niños y Familias retiraron a Tina del cuidado de su familia por primera vez. Sucedió de nuevo cuando tenía dos años, tras lo cual volvió al cuidado de su padre. Cuando Fontaine tenía cinco años, su padre la colocó a ella y a su hermano menor con sus tíos abuelos, Thelma y Joseph Favel, a través de un acuerdo de tutela privada.
Fontaine vivió con sus tíos abuelos durante casi una década en Powerview-Pine Falls, Manitoba (al lado de la Nación Originaria de Sagkeeng), excepto por una breve estancia en Selkirk.
En 2011, cuando tenía 12 años, su padre fue asesinado a golpes; sus dos agresores fueron condenados por homicidio involuntario.La tía de Fontaine recordó que la muerte violenta de su padre afectó profundamente a la niña: "Estaba muy herida, muy perdida. Fue entonces cuando ella se alejó." A pesar de ser elegible, no recibió acompañamiento sobre el duelo tras la muerte de su padre. En un informe de 2019, la Defensoría de los Niños y Jóvenes de Manitoba señaló que Servicios para los Niños y Familias era claramente consciente de que ella estaba pasando apuros en el período entre la muerte de su padre y la suya propia. Los registros de la época documentan que Fontaine estaba cada vez más ausente de la escuela, no entregaba sus tareas y era suspendida de la escuela, se involucraba en confrontaciones verbales y peleas físicas que resultaron en la intervención de la policía, recibió tratamiento médico por autolesiones y fue reportada como desaparecida tres veces. Durante este período, su familia pidió repetidamente ayuda a los servicios infantiles y familiares.
A principios de 2014, cuando tenía 15 años, Tina Fontaine fue a Winnipeg a visitar a su madre. En ese momento, Duck había perdido la custodia de sus hijos como resultado de su participación en el trabajo sexual y su alcoholismo. Los días 17 y 18 de julio, Fontaine estuvo bajo el cuidado de Servicios para Niños y Familias (CFS) en Winnipeg, alojada en un hotel del centro. Del 23 al 29 de julio, Fontaine permaneció en Ndinawe, un refugio temporal para jóvenes; su cama fue entregada a otro joven vulnerable después de que Fontaine incumpliera con su hora de regreso por segunda vez.
El 31 de julio de 2014, Fontaine fue denunciada como desaparecida ante el Servicio de Policía de Winnipeg (WPS), Su tía Lana dijo más tarde que Fontaine se había quedado con ella durante el fin de semana largo de agosto (del 1 al 3 de agosto).  El 5 de agosto, Fontaine llamó por teléfono a su trabajador de CFS y posteriormente fue recogida por miembros de CFS y WPS. Se presentó en un refugio para jóvenes en las primeras horas de la mañana del 8 de agosto, pero se fue poco después. A las 5:15 del 8 de agosto dos agentes de policía la encontraron en un camión con un conductor presuntamente ebrio, pero no la detuvieron, a pesar de que se sabía que estaba desaparecida.Los dos agentes fueron suspendidos por sus acciones y abandonaron la policía.
A las 10:00, la encontraron inconsciente en un callejón cerca de la Universidad de Winnipeg. Fue acompañada al Centro de Ciencias de la Salud para recibir atención. Mientras estaba en el hospital, Fontaine le mencionó a su trabajador de CFS que se había estado relacionando con un hombre de 62 años llamado Raymond Cormier. Después de recibir el alta médica, Fontaine fue ingresada en un hotel del centro, del que pronto abandonó.
Una chica de 18 años que afirmó haber estado con Fontaine poco antes de su desaparición, le contó a CBC News sobre los eventos que, según ella, sucedieron en las horas previas a la desaparición de Fontaine. Identificada por CBC News como "Katrina", dijo que después de encontrarse con Fontaine entre las 22:00 y las 23:00 del 7 de agosto, fueron a comer al refugio de Macdonald Youth Services alrededor de las 2:30. Katrina dijo que creía que Fontaine estaba borracha y pidió al personal del refugio que la dejaran pasar la noche, pero Fontaine se negó a quedarse y se negó a dar su nombre. Dijo que después de ver a Fontaine subir a la camioneta y del encuentro con la policía, perdió contacto con Fontaine hasta alrededor de las 20:00, después de que Fontaine saliera del hotel donde se hospedaba. Alrededor de las 3:00 siguiente, dijo que un hombre se les acercó en Ellice Avenue y le ofreció dinero a Fontaine por realizar un acto sexual. Katrina dijo que Fontaine aceptó y se fue con el hombre, y que Katrina los siguió pero los perdió de vista en la oscuridad. Fontaine fue denunciada nuevamente como desaparecida el 9 de agosto.
Alrededor de las 13:30 del 17 de agosto se encontró un cadáver envuelto en plástico y una funda nórdica, cargado de piedras en el río Rojo. El cuerpo fue identificado como el de Fontaine al día siguiente. La policía cree que había muerto alrededor del 10 de agosto. Una autopsia no pudo determinar de manera concluyente la causa de la muerte.

## Juicio
Raymond Joseph Cormier, de 53 años, fue acusado de asesinato en segundo grado en diciembre de 2015. Se declaró inocente.
El juicio comenzó el 29 de enero de 2018. Un testigo declaró que la última vez que vio a Fontaine, ella estaba discutiendo con Cormier porque había vendido el cuadro de su bicicleta para consumir drogas. La Fiscalía General no presentó ninguna prueba forense ni testigos presenciales que vincularan directamente a Cormier con la muerte de Fontaine, y la causa de su muerte permaneció indeterminada. El caso, en gran medida circunstancial, se basó en las declaraciones del sospechoso que fueron grabadas en secreto durante una operación policial encubierta. Los abogados de Cormier argumentaron que, sin una determinación sobre la causa de la muerte, no se podía saber con certeza que ella murió como resultado de un acto ilegal, y que Cormier debería ser absuelto "solo por ese [argumento]". Cormier fue declarado inocente el 22 de febrero de 2018.
El 13 de marzo de 2018, la Fiscalía General anunció que no apelaría el caso.

## Secuelas y legado
Fontaine fue enterrada en la Nación Originaria de Sagkeeng, junto a su padre. Se colocó un monumento en el lugar en el primer aniversario del descubrimiento de su cuerpo en el Río Rojo.
En respuesta a la muerte de Fontaine, la Comisión Canadiense de Derechos Humanos solicitó una investigación sobre el número de mujeres indígenas desaparecidas y asesinadas (MMIW) en Canadá. La RCMP ya tenía en marcha un estudio de este tipo, que se completó en 2014. El comisionado jefe interino, David Langtry, escribió: "Una vez más nuestros corazones se llenan de dolor y tristeza mientras lamentamos el brutal y sin sentido asesinato de una niña aborigen. Tina no debe desaparecer en el olvido de las estadísticas."  Con el cambio de gobierno, en diciembre de 2016, el primer ministro Justin Trudeau anunció que se llevaría a cabo una investigación nacional titulada "Mujeres y niñas indígenas desaparecidas y asesinadas". Se nombraron cinco comisionados independientes y los comisionados y el personal comenzaron a consultar con familias, organizaciones activistas y otros sobre cómo estructurar la investigación.
También en respuesta a la muerte, se formó un grupo de voluntarios conocido como Drag the Red. Han comenzado a dragar periódicamente porciones del Río Rojo para encontrar cadáveres o pruebas en casos de personas desaparecidas o de homicidio. La muerte de Tina también llevó a la creación de Bear Clan Patrol, que promueve la seguridad y la prevención del crimen en Winnipeg.
Los Servicios para Niños y Familias (CFS) de Manitoba anunciaron que, a partir del 1 de junio de 2015, ya no alojarían a niños en hoteles. Con fondos federales, se creó el Centro de Recursos Juveniles de Ndinawe pasó a llamarse "Refugio seguro de Tina" y lanzó un espacio seguro para jóvenes las 24 horas, los 7 días de la semana, en noviembre de 2018.
Después de la absolución de Cormier, los líderes indígenas de Manitoba criticaron los sistemas gubernamentales por no proteger a Fontaine: "Nosotros, como nación, debemos hacerlo mejor para nuestros jóvenes", dijo la Gran Jefa Sheila North, de Keewatinowi Okimakanak. Carolyn Bennett, ministra federal de Relaciones entre la Corona y los Indígenas, tuiteó: "La historia de Tina es una historia trágica que demuestra las fallas de todos los sistemas para los niños y jóvenes indígenas en todos los niveles... tenemos que arreglar esto". Un día después del final del juicio, más de mil personas marcharon en Winnipeg para honrar a Fontaine y apoyar a su familia.
El 28 de febrero de 2018, se instaló el Campamento de Justicia para nuestros Niños Robados en Wascana Park en Regina en respuesta a la muerte de Fontaine y Colten Boushie. El mes siguiente, el activista político Indygo Arscott celebró una manifestación frente al Ayuntamiento de Toronto para expresar su indignación en memoria de Fontaine debido a que Cormier fue declarado inocente del crimen. En marzo de 2019, Daphne Penrose, defensora de la infancia y la juventud de Manitoba, publicó un informe que documenta la vida de Fontaine y las deficiencias de las agencias que debían protegerla.